# Леб'яже (зупинний пункт)
Леб'яже — пасажирський залізничний зупинний пункт Дніпровської дирекції Придніпровської залізниці на неелектрифікованій лінії Берестин — Самар-Дніпровський між станціями Берестин (10 км) та Зачепилівка (14 км). Розташований біля села Леб'яже Берестинського району Харківської області.

## Пасажирське сполучення
На зупинному пункту Леб'яже щоденно зупиняються дві пари приміських поїздів сполученням Дніпро — Берестин.